# Storøya (Gamvik)
Storøya, en same Lákkosuolu, est une île norvégienne située dans la commune de Gamvik, non loin de la localité de Nervei, dans le Comté de Finnmark.